# Yume Tsukai
Yume Tsukai (夢使い? lett. "Dream Users") è un manga di Riichi Ueshiba (植芝理一?, Ueshiba Ri'ichi) da cui è stato tratto un anime trasmesso, in Giappone, su Television Saitama.

## Trama
La serie parla dei Dream masters, persone particolari capaci di trasformare gli incubi in sogni bellissimi. Per questo si rivolgono a loro coloro che nutrono il timore che i propri incubi possano fuggire dalle loro menti e provocare ingenti danni nel mondo reale, qui dove gli incubi sono visti come attività paranormali di creazione di spiriti malvagi. I dream master non devono in alcun modo interferire con la vita del proprietario dell'incubo. L'anime rispetto al manga mostra una profondità minore, infatti nella forma cartacea ai casi vengono dati più tempo per la loro trattazione.

## Personaggi
Toko Mishima (三島塔子?, Mishima Tōko)
Seiyū: Ayako Kawasumi
Conosciuta anche come warabe yuusai (童遊斎?), è il capo del gruppo, una ragazza di 17 anni. Come sorella maggiore di Rinko inizia a farle da padre quando questi è stato ucciso in una battaglia. Spesso anemica, molto tempo lo passa nel letto, per colpa dei suoi poteri riesce a vedere nei sogni degli altri grazie al suo occhio sinistro e quando piange lo fa soltanto con l'occhio destro.
Rinko Mishima (三島燐子?, Mishima Rinko)
Seiyū: Kei Shindou
È una bambina di 10 anni ed è la più giovane del gruppo. Al contrario della sorella lei è molto attiva ed è sempre pronta per l'azione.
Satoka Sagawa (茶川三時花?, Sagawa Satoka)
Seiyū: Mamiko Noto
Silenziosa e timida si è unita al gruppo dove che Yume Tsukai, il suo fidanzato è stato ucciso. Satoka non conosce molte pratiche del gruppo e Rinko le offre delle lezioni.

## Episodi
| Nº | Giapponese 「Kanji」 - Rōmaji                           | In onda        | In onda |
| Nº | Giapponese 「Kanji」 - Rōmaji                           | Giapponese     |         |
| 1  | 「夢始め、雨の教室」 - Yume hajime, ame no kyoshitsu    | 8 aprile 2006  |         |
| 2  | 「優しい靴音」 - Yasashii kutsune                       | 15 aprile 2006 |         |
| 3  | 「ふくらむ恋心」 - Fukaramu koigokoro                   | 22 aprile 2006 |         |
| 4  | 「土曜星あらわる」 - Doyōsei arawaru                    | 29 aprile 2006 |         |
| 5  | 「家族模様」 - Kazoku moyō                              | 6 maggio 2006  |         |
| 6  | 「夢の休日」 - Yume no kyūjitsu                         | 13 maggio 2006 |         |
| 7  | 「秘密の花園」 - Himitsu no hanazono                    | 20 maggio 2006 |         |
| 8  | 「思い出は消えて」 - Omoide wa kiete                    | 27 maggio 2006 |         |
| 9  | 「闇に棲む少年」 - Yami ni sumu shōnen                  | 3 giugno 2006  |         |
| 10 | 「美砂子、出動する」 - Misako, shūdō suru               | 10 giugno 2006 |         |
| 11 | 「過去から来た悪夢」 - Kako kara kita akumu             | 17 giugno 2006 |         |
| 12 | 「夢仕舞い、塔子の選択」 - Yume shimai, Tōko no sentaku | 24 giugno 2006 |         |